# Wapen van Maasdriel
Het wapen van Maasdriel is het wapen van de gemeente Maasdriel dat is samengesteld uit elementen van de wapens van de voormalige gemeenten Hedel, Rossum, Ammerzoden en Heerewaarden. De beschrijving luidt:
"Gedeeld; I in goud drie wassenaars van azuur en een hoofd, gedwarsbalkt van vier stukken, zilver en keel; II in zilver twee beurtelings gekanteelde dwarsbalken, vergezeld van drie papegaaien, alles van keel; in een ingedreven punt van azuur, op een grasgrond, een kerk van natuurlijke kleur met aan de linkerzijde twee torens met spitse kappen. Het schild gedekt met een gouden kroon van drie bladeren en twee parels."

## Geschiedenis
De voormalige gemeente Driel bestond tussen 1810 tot 1958 uit drie woonkernen: Kerkdriel, Velddriel, Hoenzadriel, waar sinds 1958 Alem aan toegevoegd werd. Op 1 augustus 1944 werd op last van de Duitse bezetting, de gemeentenaam veranderd in Maasdriel, om verwarring met het Overbetuwse Driel te vermijden. Het oude wapen van Maasdriel werd bevestigd bij Koninklijk Besluit op 4 november 1907 de beschrijving daarvan luidt:
"In goud een schildhoofd gedwarsbalkt van vier stukken van zilver en keel, het schild gedekt met eene helmkroon".
Op 1 januari 1999 werd door de samenvoeging van de voormalige gemeenten Ammerzoden, Hedel, Heerewaarden, Maasdriel en Rossum, de nieuwe gemeente Maasdriel gevormd. Daarom moest een nieuw wapen worden ontworpen waarin de elementen zijn opgenomen van de vijf voormalige gemeentewapens.
De Hoge Raad van Adel had drie ontwerpen gemaakt waaruit de gemeenteraad kon kiezen. Het eerste ontwerp bestond uit een gestileerde weergave van een vijfpuntig fort dat het Fort Sint-Andries moest voorstellen, het tweede ontwerp bestond uit kepers die de ligging tussen de rivieren Maas en Waal moest symboliseren.
Burgemeester Jan Pommer klom op 21 november dat jaar onder toezicht van het voltallig college in een hoogwerker te Kerkdriel om het gekozen wapen te onthullen, dat aan de muur van het gemeentehuis is bevestigd.

## Verwant aan het wapen

Het wapen van Hedel
Het wapen van Rossum
Het wapen van Ammerzoden
Het wapen van Heerewaarden